# Zdenek Rykr
Zdeněk Rykr (26 octobre 1900, Chotěboř – 15 janvier 1940, Prague) est un peintre, illustrateur, graphiste, journaliste et scénographe tchécoslovaque. Il fut marié à l’écrivaine, historienne de la littérature et diplomate tchèque Milada Součková (1898–1983).

## Biographie
Zdeněk Rykr est né le 26 octobre 1900, dans la gare de Chotěboř, en République tchèque. Il est âgé de 7 ans lorsque sa famille déménage à Kolín où son père, contrôleur de train, a été muté. Il y passe toute son enfance et le début de sa scolarité. À sa sortie du lycée, il est refusé à l’Académie des beaux-arts de Prague et choisit à la place d’entrer à la faculté de philosophie, où il étudie l’histoire de l’art et l’archéologie classique. Il en sort titulaire d’un doctorat en 1924. Malgré les savoirs accumulés à l’université, sa pratique artistique est celle d’un autodidacte. Son œuvre, d’abord orientée vers la peinture, évolue par la suite vers le design graphique.

## Œuvre
En 1925, Rykr illustre le livre d’Emil Vachek (cs), intitulé Bidýlko. De 1925 à 1927, il est scénographe au Théâtre national de Prague. En parallèle, il mène une activité de graphiste pour la publicité et travaille entre autres pour la compagnie Bat’a. Ses réalisations pour la chocolaterie Maršner (l’actuelle Orion) sont restées célèbres - entre autres, l’étoile bleue Orion créée pour l’emballage des barres chocolatées Kofila, qui deviendra l’emblème de la marque. Son talent de graphiste l’amènera également à travailler pour la raffinerie de pétrole Kolín, le café Kulík, Čedok (cs) et le constructeur automobile Škoda Auto. Son œuvre s’éloigne peu à peu du réalisme pratiqué à ses débuts. À partir des années 1930, il se concentre sur l’assemblage et le collage, ce qui préfigure sa pratique des années 1960. Il puise son inspiration dans ses nombreux voyages à l’étranger, et se dit très influencé par le surréalisme et la calligraphie orientale.
Dans les années 1920, il travaille comme journaliste, et contribue à la création du magazine satirique Trh. Il est l’auteur de nombreux pamphlets, et édite entre 1930 et 1931 le magazine Domov a svět. Ses critiques acérées et ses opinions controversées le rendent impopulaire dans les années 1920 et 1930. Il est lié à l’association d’artistes avant-gardistes tchèques Devětsil, quoique de façon marginale : il suit sa propre voie. Il s’essaye à différents styles, qu’il abandonne rapidement, les considérant comme obsolètes. Ses contemporains le voient comme un touche-à-tout éclectique, la face sombre de l’avant-garde de leur temps. Il expose pour la première fois comme invité au sein du groupe de peintres tchèques Tvrdošíjni, puis en solo à plusieurs reprises. Son travail est même montré au Salon des Indépendants de Paris où, à l’opposé des réactions qu’il suscite à Prague, il rencontre un vif succès. Il se suicide en se jetant sous un train à Barrandov le 15 janvier 1940, pour ne pas tomber aux mains de la Gestapo. 

### Réception
En 2016, la réalisatrice Andrea Culková a publié H*ART ON, un documentaire faisant référence à Zdeněk Rykr et à son épouse Milada Součková,.